# بالسا د بس
بالسا د بس دهستانی در استان آلباستهٔ اسپانیا است.
در این دهستان ۲۲۶ نفر زندگی می‌کنند. مساحت این دهستان ۷۶٫۴۳ کیلومتر مربع است.